# Władysław Pytlasiński
Władysław Pytlasiński (Ladislaus Pytlasinski) est un lutteur polonais né le 26 juillet 1863 et mort le 10 novembre 1933.

## Biographie
Władysław Pytlasiński est sujet russe jusqu'à la fin de la Première Guerre mondiale.
Il participe en 1898, au tournoi organisé par Le Journal des Sports, au Casino de Paris. Déclaré battu (forfait ?) par l'arbitrage, Pytlasinski devient le premier Vice-champion du monde, devancé par Paul Pons.
En 1899, il prend sa revanche en remportant le titre mondial.
Il remet en jeu son titre l'année suivante, mais il s'incline en finale devant Kara Ahmed.

## Cinéma
- 1928: Pan Tadeusz
- 1923: Bartek zwyciezca

## Postérité
- Un tournoi annuel en Pologne porte son nom
- Dans l'arrondissement Mokotów de Varsovie se trouve une rue qui porte le nom Pytlasiński.